# Contrafact
Nel jazz, un contrafact (talvolta in italiano mascheramento) è una composizione costituita da una nuova melodia creata a partire da una struttura armonica preesistente.
L'uso del contrafact come strumento compositivo ha avuto particolare importanza nello sviluppo del bebop negli anni '40, poiché permetteva ai jazzisti di creare nuovi brani con strutture note su cui improvvisare. Inoltre il contrafact poteva essere un espediente per non pagare i diritti d'autore, dato che solo la melodia e non l'armonia di un brano è protetta da copyright.
Il contrafact non va confuso con la citazione, che implica il prendere in prestito un frammento melodico o ritmico.

## Esempi
Tra gli esempi più noti di contrafact vanno citati lo standard bop Donna Lee, attribuito a Charlie Parker (ma probabilmente scritto da Miles Davis) che utilizza l'armonia della song Back Home Again in Indiana, o Evidence, di Thelonious Monk, sugli accordi di Just You, Just Me. Il brano di Gershwin I Got Rhythm è stato il punto di partenza di numerosissimi contrafact (come Oleo di Sonny Rollins, o Anthropology di Charlie Parker), al punto che la sua struttura armonica ha acquisito un'identità a sé stante, con il nome di rhythm changes.